# St.-Peter-Straße 7 (Mönchengladbach)

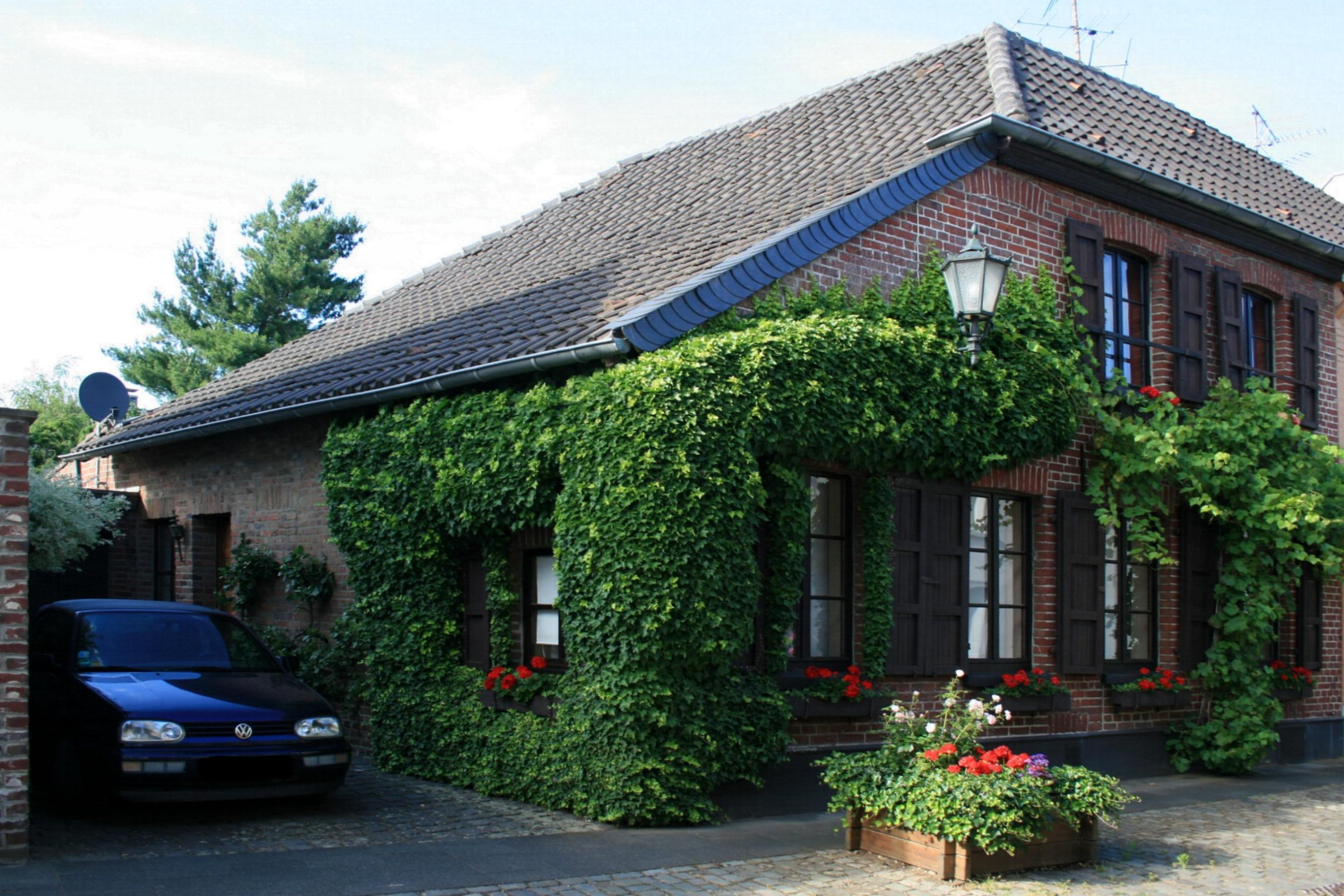
Wohn-Stallhaus (2010)

Das Wohn-Stallhaus St.-Peter-Straße 7 steht im Stadtteil Rheindahlen in Mönchengladbach (Nordrhein-Westfalen).
Das Gebäude wurde Mitte des 19. Jahrhunderts erbaut und unter Nr. St 001 am 4. Dezember 1984 in die Denkmalliste der Stadt Mönchengladbach eingetragen.

## Lage
Die St.-Peter-Straße liegt im Ortskern von Rheindahlen nahe der Pfarrkirche St. Helena und ist in gemischter Form von Wohnhäusern, ehem. Wohn-Stallhäuser und Fachwerkhäusern geprägt. Haus Nr. 7 und Nr. 9 bilden eine Einheit.

## Architektur
Das zweigeschossige Backsteinwohnhaus mit Krüppelwalmdach und abgeschlepptem Dach zur Westseite stammt aus der Mitte des 19. Jahrhunderts.
Das Objekt ist als Teil des Gesamtensembles St.-Peter-Straße als Baudenkmal schützenswert.